# Дечен Янгзом Вангчук
Дечен Янгзом Вангчук (дзонг-кэ ཟེར་མི་ཅིག་ཨིན་མས།; род. 2 декабря 1981) — принцесса, член королевской семьи Бутана.

## Биография
Родилась 2 декабря 1981 года в семье короля Джигме Сингье Вангчука и его третьей жены Церинг Янгдон Вангчук.
Принцесса является представителем короля по вопросам благосостояния народа, она путешествует по стране, чтобы обеспечить доставку еды малообеспеченным людям.
30 октября 2009 года вышла замуж за Дашо Тандин Намгьел, свадьба прошла в присутствии членов королевской семьи во дворце Деченчолинг. У пары трое детей:
- Аши Дечен Юидем Янгзом Вангчук.
- Дашо Угьен Дорджи Вангчук.
- Дашо Джигме Сингье Вангчук.